# Aeroportul Anqing Tianzhushan
Aeroportul Anqing Tianzhushan (IATA: AQG, ICAO: ZSAQ) este un aeroport din Anqing⁠(d), Anhui, Republica Populară Chineză ce deservește zona Anqing⁠(d). Aeroportul a fost tranzitat în 2022 de 291.105 pasageri.
Situat la o altitudine de 1.012 m, aeroportul dispune de o singură pistă. Este operat de HNA Infrastructure Investment Group⁠(d).